# Гариби
Гариби (азерб. Qəribi) — азербайджанский поэт XVI века, член тариката Сефевие, придворный поэт Исмаила I.

## Биография
Гариби родился в семье суфия Хаджи Муслихаддина Эмир-хана из племени манташа, наместника шейха Сефиаддина в округе Бозююк, который был его наследственной резиденцией. Согласно самому поэту, его отец был образован и набожен, а также богатым и имел особенный социальный статус. Гариби получил раннее введение в мистический путь от своего отца, обучение, которое было прервано смертью последнего, когда Гариби было десять лет, из-за преследований кызылбашей во время правления османского султана Селима I. Отец Гариби был казнен после показательный процесс, проведённой суннитскими улемами. После этого Гариби присоединился к ордену Сефевие, став придворным поэтом шаха Исмаила I. В 1520-х годах он находился в Османской империи, что указывает на то, что он являлся аффилированным лицом Сефевидов действующим на этих землях.

## Творчество
Гариби известен своим диваном и трактатом о религиозной полемике на азербайджанском языке под названием «Hekayat-e Yohanna» («История Ионы»; не путать с Книгой пророка Ионы), посвящённый шаху Тахмасибу I. В произведении восхваляется правление шаха, а также его отца — Исмаила I, чью мессианскую поэзию Гариби многократно имитирует в форме перифраз и мухаммасов. Работа была написана в промежутке 1558 и 1576 годов. Произведение Гариби имеет и другие варианты на арабском («Alzam al-navaseb») и персидском языках («Resala-ye Yohanna»), но неполные и в обоих отсутствует конец. Версия Гариби же является самой ранней.
В произведении главным героем является еврей из Египта по имени Иона, принявший ислам. Он сталкивается с суннитскими учёными в религиозной полемике и побеждает их. Есть много шиитских тезисов в работе, к которым относятся: поддержка идеи свободы воли над предопределением, рациональные доказательства превосходства Али ибн Абу Талиба, последняя воля пророка Мухаммеда, наследство его семьи (то есть случай с садом Фадак, который Абу Бакр ас-Сиддик конфисковал у его дочери Фатимы, хотя он был оставлен ей пророком и то, как Умар ибн аль-Хаттаб разорвал завещание Мухаммеда, доказывающий её право собственности), назначение Али Мухаммедом в Гадир Хумме и преемственность после пророка, преступления первых трех халифов, последняя военная кампания под руководством Усамы ибн Зейда во времена пророка и эпизод, рассказывающий о том, как Абу Бакр и Умар не захотели участвовать в этом (так как получили известие от Аиши о надвигающейся смерти Мухаммеда), критика и противоречия между четырьмя суннитскими течениями и правовой статус немусульман. В истории Гариби также цитирует Шейха Сефиаддина, где он говорит о завещании пророка Мухаммеда. Он апеллировал к кызылбашам, которые, были более восприимчивы к антиномическому экстазу в поэтическом языке.
Наиболее очевидное различие между Гариби и арабской и персидской версиями «Истории Ионы» заключается во включении первой в повествование азербайджанской поэзии, а также в том, что само повествование является частью рукописи, большая часть которой состоит из азербайджанских стихов. Эта поэзия имеет мессианский, прозелитический нравственный облик, связанный с перформативным, публичным, гомилетическим и экстатическим устным контекстом. В произведении так же прослеживается влияние поэзии шаха Исмаила I и представлены его газели. Работа Гариби была продуктом очень разностороннего и многогранного религиозного дискурса Сефевидов, варьирующегося от явно мессианского до научного, дружественного истеблишмента, до попыток переформулировать мессианский нравственного облика. Он успешно сочетал теологический и законнический дискурс шиитов-имамитов с мессианским суфизмом.